# Lijst van presidenten van Azerbeidzjan
Hieronder staat een chronologische lijst van presidenten van Azerbeidzjan.

## Presidenten van Azerbeidzjan (1991-heden)
| Nr. | President           | President                             | Ambtstermijn                     | Partij                           |
| --- | ------------------- | ------------------------------------- | -------------------------------- | -------------------------------- |
| 1   | Ayaz Mütəllibov     | Ayaz Mütəllibov (1938-2022)           | 30 augustus 1991 - 6 maart 1992  | Onafhankelijk                    |
| -   |                     | Yaqub Məmmədov (1941) (Interim)       | 6 maart 1992 - 14 mei 1992       | Onafhankelijk                    |
| -   | Levon Ter-Petrosian | Ayaz Mütəllibov (1938-2000) (Interim) | 14 mei 1992 - 18 mei 1992        | Onafhankelijk                    |
| -   |                     | İsa Qəmbər (1957) (Interim)           | 19 mei 1992 - 16 juni 1992       | Azerbeidzjaanse Volksfrontpartij |
| 2   |                     | Ebulfez Elçibəy (1938-2000)           | 16 juni 1992 - 1 september 1993  | Azerbeidzjaanse Volksfrontpartij |
| 3   | Heydər Əliyev       | Heydər Əliyev (1923-2003)             | 3 oktober 1993 - 31 oktober 2003 | Nieuwe Azerbeidzjaanse Partij    |
| 4   | İlham Əliyev        | İlham Əliyev (1961)                   | 31 oktober 2003 - heden          | Nieuwe Azerbeidzjaanse Partij    |